# Chaetostoma stannii
Chaetostoma stannii és una espècie de peix de la família dels loricàrids i de l'ordre dels siluriformes.

## Morfologia
Els mascles poden assolir els 20,5 cm de longitud total.

## Distribució geogràfica
Es troba a Sud-amèrica: conques dels rius caribenys de Veneçuela.